# Husayn ibn Hamdan
Husayn ibn Hamdan ibn Hamdun ibn al-Harith al-Taghlibi (en arabe : حسين بن حمدان بن حمدون بن الحارث التغلبي) est l'un des premiers membres de la dynastie des Hamdanides, qui se distingue en tant que général sous le califat abbasside et contribue à la domination à venir de sa lignée sur les tribus arabes de la Jézireh. 
Husayn entre au service du calife en 895. Il monte rapidement les échelons et fait de sa famille la principale des forces arabes et kurdes en Jézireh. Il mène notamment ses troupes à la victoire sur les Qarmates, les Dulafides et les Toulounides. Devenu l'un des généraux éminents du califat, il gagne en influence jusqu'en 908, date à laquelle il fait partie des conspirateurs opposés au calife al-Muqtadir, sans parvenir à le renverser. Husayn doit alors fuir la capitale, avant d'obtenir le pardon du souverain et de servir comme gouverneur de la région de Jibal. Là encore, ses talents militaires s'imposent. Vers 911, il devient gouverneur de Mossoul où il se révolte à nouveau trois ans plus tard. Vaincu et capturé en 916, il est emprisonné à Bagdad puis exécuté en 918. Malgré cet échec final, son influence a rejailli sur sa famille, qui a obtenu l'accès à des fonctions importantes et à un rôle prépondérant dans la région de Mossoul, désormais gouvernée par les Hamdanides. Ses neveux, Sayf al-Dawla et Nasir al-Dawla, en viennent à constituer des émirats indépendants à Alep et à Mossoul.

## Sources
- Marius Canard, « Ḥamdānids », dans The Encyclopaedia of Islam, New Edition, Volume III: H–Iram, Leiden: E. J. Brill, 1971, 126-131 p. (OCLC 495469525)
- (en) Hugh Kennedy, The Prophet and the Age of the Caliphates: The Islamic Near East from the 6th to the 11th Century, Harlow: Longman, 2004 (ISBN 978-0-582-40525-7)